# Tierra de lobos (sèrie de televisió)
Tierra de lobos va ser una sèrie de televisió espanyola produïda per Multipark Ficción i Bumerang TV i emesa en Telecinco des del 29 de setembre de 2010 i fins al 15 de gener de 2014 amb bons registres d'audiència. La ficció va estar protagonitzada per Álex García i Junio Valverde va obtenir en la seva estrena un 15,6% de quota de pantalla i va ser líder en gairebé totes les seves emissions durant la primera temporada. Tierra de Lobos narra la vida de dos germans a la recerca del seu pare però, les bones intencions dels Bravo es veuen obstaculitzades per l'amo del poble, Antonio Lobo. La ficció està ambientada en el segle xix i combina acció, aventura, intriga, romanç i elements característics del western.

## Història
El 26 de maig de 2010, el portal La Razón es va fer ressò que Telecinco estava en negociacions amb la productora Multipark Ficción i Bumerang per a la producció d'una sèrie d'època. Es tractava de Tierra de Lobos; una producció ambientada al segle xix on combina l'acció, el romanç i l'aventura, així com venjances i enfrontaments entre les famílies del poble. Així, en el mateix mes es van confirmar a alguns dels protagonistes de la sèrie com Juan Fernández, Álex García i Junio Valverde.
Ja el mes de juny, concretament el dia 18, diversos portals de comunicació es van fer ressò dels nous actors que participarien en la sèrie de Telecinco. María Castro, Adriana Torrebejano, Silvia Alonso, Dafne Fernández, Antonio Velázquez i Nicolás Coronado, van ser els fitxatges que es van unir al repartiment de Tierra de Lobos; a més d'Álex García i Juan Fernández, acabats d'anunciar com a protagonistes de la ficció. D'altra banda, el 12 de juliol, l'equip tècnic de la sèrie es va unir per a començar amb el rodatge de la primera temporada i mesos després, al setembre no va ser quan es va fer la presentació del projecte a la cadena fins a la seva estrena el 29 de setembre del mateix any. Cal destacar que el primer capítol de la sèrie va reunir un total de 2.626.000 espectadors i al 15,6% de l'audiència en la seva estrena. Tot i que la sèrie va ser emesa des de la seva estrena a la nit dels dimecres, Telecinco va fer un canvi en la seva programació passant la sèrie als dimarts sent en el capítol 5 titulat «Venganza» que correspon a la data del 2 de novembre.
Quan mancaven uns capítols per acabar la primera temporada, les productores Multipark Ficció i Bumerang TV al costat de Telecinco, van acordar una segona temporada amb una tanda de 16 capítols, però que segons ells, s'estrenarien en dues temporades cadascuna de 8 episodis. Finalment es va rebutjar la proposta, i van passar a rodar 13 capítols corresponents a la segona temporada. D'altra banda, l'últim capítol emès el 28 de desembre no va suposar una innocentada per la ficció, sinó un nou rècord. Un 18% de quota i 3.358.000 espectadors van seguir el desenllaç de la primera temporada de la sèrie, una de les apostes més fortes de l'últim lustre de Telecinco.
Alguns mesos sense notícies sobre aquest tema, i ja al setembre de 2011, diversos portals es van fer ressò de la notícia sobre l'estrena de la segona temporada de Tierra de Lobos. Segons l'actor Sergio Peris Mencheta, en una publicació al seu compte personal de Twitter, va afirmar que la sèrie s'estrenaria el 28 de setembre de 2011.Així va ser, i un any després de la seva estrena, el serial iniciava la seva nova temporada carregada de grans novetats. El retorn de la sèrie a Telecinco, es va emportar el gat a l'aigua amb l'inici de la segona temporada. Malgrat el seu descens respecte al comiat de la primera, va obtenir un positiu 15,7% i 2.783.000 espectadors. D'altra banda, el 10 d'octubre del mateix any, el portal de televisió Teleprograma, va informar que l'actor Álex García —que protagonitza la ficció al costat de Junio Valverde en el paper dels germans Bravo—, abandonaria la sèrie per a afrontar altres reptes professionals, principalment al cinema. D'altra banda, el 21 de desembre del mateix any, Telecinco va emetre l'últim capítol de la segona temporada i va ser vist per 3,2 milions d'espectadors i el 17% de quota de pantalla. Malgrat sofrir la competència del programa Tu cara me suena, l'audiència mitjana d'aquesta temporada només va cedir dues dècimes en quota de pantalla (15,7%) i va pujar 106.000 espectadors. Finalment, la ficció es va acomiadar del públic el 15 de gener de 2014 després de l'emissió de la seva tercera temporada i el seu final definitiu.

## Argument
1875. Els germans César Bravo i Román Bravo tornen a la terra que els va veure néixer després de fugir d'un atracament frustrat a Portugal en el qual han mort tots els seus companyons. Tot el que allí tenen és la finca La Quebrada i l'atrotinada cabanya en la qual van créixer, únics recursos a la seva disposició per a trencar amb el seu passat i començar una nova vida.
No obstant això, les bones intencions dels germans Bravo es veuen obstaculitzades pel senyor Lobo, el terratinent local, un home dur i poderós que maneja al seu antull els designis de l'empobrida gent del poble i que veu en els forasters una amenaça per al manteniment de la seva oligarquia. Lobo és vidu i viu amb les seves filles Almudena, Isabel, Nieves i Rosa, quatre joves molt diferents a les que tracta amb una mescla d'autoritat i paternalisme. Lobo i els seus sequaços, encapçalats per Aníbal, el seu capatàs, intentaran per tots els mitjans que els dos forasters marxin, però no podrà impedir que sorgeixi l'amor entre una de les seves filles i el major dels facinerosos, malgrat que la jove està compromesa amb Félix, el nou metge local després de la mort de l'anterior en estranyes circumstàncies (en un capítol es compromet a revelar a Roman els secrets de la mort del seu pare). Félix també és fill de l'alcalde del poble.
La subsistència dels germans Bravo sembla un repte impossible: Lobo els detesta i al poble ningú, excepte Elena, els dona suport. No obstant això tot canvia amb l'aparició de Jean Marie, un extravagant personatge arribat de Suïssa que els convenç que el seu terreny amaga una deu d'aigua medicinal amb el qual podrien guanyar molts diners. Els Bravo decideixen llavors quedar-se i lluitar pel que és seu, una lluita en la qual hauran d'enfrontar-se a l'hostilitat de l'entorn i en la qual descobriran foscos secrets sobre el poble, les seves gents i la seva pròpia història que romanien enterrats en la memòria col·lectiva.

## Repartiment
- María Castro: Elena Valdés
- Antonio Velázquez: Aníbal Bravo
- Dafne Fernández: Nieves Lobo
- Carla Díaz: Rosa Lobo
- Silvia Alonso: Almudena Lobo (41 episodis)
- Adriana Torrebejano: Isabel Lobo (41 episodis)
- Elisa Matilla: Lola (41 episodis)
- Mamen Duch : Herminia (40 episodis)
- Joel Bosqued: Sebastián (40 episodis)
- Juan Fernández : Antonio Lobo (39 episodis)
- Manel Sans : Anselmo (37 episodis)
- Berta Hernández: Cristina (34 episodis)
- Junio Valverde: Román Bravo (28 episodis)
- Álex García Fernández: César Bravo (29 episodis)
- Jordi Rico : Jean Marie Raymond (30 episodis)

## Equip tècnic

### Producció
Multipark Ficción i Boomerang TV són els encarregats, des de la seva creació al maig de 2010, els productors de Tierra de Lobos. Compta amb els directors Norberto López Amado, Joaquín Llamas, José María Caro, Jaime Botella, Juan González, Jorge Torregrossa, i Óscar Pedraza, els guions de Pablo Tébar, Fernando Sancristóval, Jorge Valdano, Alberto Manzano, Sara Vicente, David Barrocal, Raquel M. Barrio, Pablo Roa, Almudena Vázquez, Juan Carlos Blázquez i Almudena Ocaña. La idea d'aquesta producció ambiental va ser gràcies als seus creadors i productors executius, Rocío Martínez i Juan Carlos Cueto.

### Rodatge
El rodatge es duu a terme en un plató de 1.500 metres quadrats, compost per espectaculars escenaris d'enregistrament situats en un estudi situat s Villaviciosa de Odón (Madrid). Quant a la producció, l'equip compta amb un gran desplegament de mitjans tècnics i creatius i nombroses seqüències rodades en exteriors. Al juliol de 2010, l'equip tècnic comença el rodatge de la primera temporada, a l'abril de 2011 comença la segona i al març de 2012, la tercera.
La sèrie compta amb animals i armes per a les escenes d'acció; arquitectura, decoració, vestuari i attrezzo que reprodueixen les tendències de l'època al mínim detall i una grandiosa ambientació musical interpretada per dues orquestres simfòniques internacionals són alguns dels elements que doten a la sèrie de la riquesa visual, l'ambient colorista, les reminiscències culturals i la versemblança que requereixen les grans produccions d'època.

## Episodis i audiències
| Temporada | Temporada | Episodis | Estrena                | Final                  | Audiència mitjana | Audiència mitjana | Audiència mitjana |
| Temporada | Temporada | Episodis | Estrena                | Final                  | Espectadors       | Quota             |                   |
| --------- | --------- | -------- | ---------------------- | ---------------------- | ----------------- | ----------------- | ----------------- |
|           | 1         | 13       | 29 de setembre de 2010 | 28 de desembre de 2010 | 2 828 000         | 15,9%             |                   |
|           | 2         | 13       | 28 de setembre de 2011 | 21 de desembre de 2011 | 2 934 000         | 15,7%             |                   |
|           | 3         | 16       | 17 de setembre de 2013 | 15 de gener de 2014    | 2 093 000         | 12,2%             |                   |
| Total     | Total     | 42       | 2010                   | 2014                   | 2 618 000         | 14,6%             |                   |

## Premis
En març de 2011, Tierra de Lobos va ser guardonada en el II Festival de Cinema i Televisió Regne de Lleó, dins de la Secció Oficial de Televisió, en la categoria de Millor sèrie de ficció.
Al juny del mateix any, la revista Must! Magazine va celebrar la segona edició dels Must! Awards i va premiar a la sèrie com la Millor sèrie de ficció en el seu lliurament.